# Gnathomorpha
Gnathomorpha is een geslacht van vlinders van de familie snuitmotten (Pyralidae), uit de onderfamilie Phycitinae.

## Soorten
- G. arghandabella Amsel, 1970
- G. babaella Amsel, 1970
- G. firusella Amsel, 1961
- G. makranella Amsel, 1959
- G. senganella Amsel, 1961